# Borsch
Borsch (còn gọi là borscht, bortsch, borstch, borsh, borshch; tiếng Ukraina: борщ) là một món súp có nguồn gốc ở Ukraina, phổ biến ở nhiều quốc gia Đông và Trung Âu. Ở phần lớn các nước, củ dền là thành phần chính cho món ăn này khiến cho nó có màu đỏ tía. Ở một số nước, cà chua mới là thành phần chính còn củ dền là nguyên liệu thứ hai.
Riêng ở Nga thì củ cải đỏ mới là nguyên liệu chính và đây là một món khai vị cho bữa tiệc. Món súp Borsch được ăn kèm với bánh mì đen.